# خلیل بدر
خلیل بدر (عربی: خليل عبد السلام بدر؛ زادهٔ ۲۷ ژوئیهٔ ۱۹۹۹) بازیکن فوتبال اهل لبنان است.
وی همچنین در تیم‌های ملی فوتبال زیر ۲۳ سال لبنان و لبنان بازی کرده‌است.